# Aukščiausioji lyga 1989
L'edizione 1989 dell'Aukščiausioji lyga fu la quarantacinquesima come campionato della Repubblica Socialista Sovietica Lituana e in un certo senso l'ultima come Repubblica Sovietica; se, infatti, la Lituania fu riconosciuta indipendente solo nel 1991, si dichiarò tale già dal 1990. La stessa denominazione di Aukščiausioji lyga rimase solo per la fase nazionale del torneo che dalla stagione successiva divenne Lietuvos Lyga.
il campionato fu vinto dal Banga Kaunas, giunto al suo 2º titolo.

## Formula
Fu confermata la formula a girone unico: le squadre rimasero 16, con le retrocesse Nevėžis ed Automobilininkas Klaipėda e l'Inkaras (passato ai campionati nazionali) sostituite da una squadra giovanile, Sirijus Klaipėda e Neris Vilnius.
Le 16 formazioni si incontrarono in gironi di andata e ritorno, tranne la squadra giovanile che incontrò le altre un'unica volta, per un totale di 29 partite per squadra. Le squadre classificate agli ultimi due posti retrocessero, mentre alcune delle formazioni raggiunsero le altre squadre lituane (militanti nei campionati nazionali sovietici) nella Baltic League dell'anno successivo.

## Classifica finale
|                        | Pos. | Squadra                  | Pt | G  | V  | N | P  | GF | GS | DR  |
| ---------------------- | ---- | ------------------------ | -- | -- | -- | - | -- | -- | -- | --- |
| RSS Lituana (bandiera) | 1.   | Banga Kaunas             | 43 | 29 | 17 | 9 | 3  | 48 | 16 | +32 |
|                        | 2.   | Ekranas                  | 42 | 29 | 17 | 8 | 4  | 51 | 19 | +32 |
|                        | 3.   | Sirijus Klaipėda         | 39 | 29 | 16 | 7 | 6  | 36 | 21 | +15 |
|                        | 4.   | Granitas Klaipėda        | 35 | 29 | 14 | 7 | 8  | 54 | 32 | +22 |
|                        | 5.   | Tauras                   | 35 | 29 | 13 | 9 | 7  | 40 | 26 | +14 |
|                        | 6.   | Atmosfera Mažeikiai      | 34 | 29 | 14 | 6 | 9  | 36 | 28 | +8  |
|                        | 7.   | Geležinis vilkas Vilnius | 34 | 29 | 13 | 8 | 8  | 29 | 24 | +5  |
|                        | 8.   | Kelininkas Kaunas        | 31 | 29 | 12 | 7 | 10 | 43 | 35 | +8  |
|                        | 9.   | Atletas Kaunas           | 29 | 29 | 11 | 7 | 11 | 34 | 38 | -4  |
|                        | 10.  | Statybininkas Šiauliai   | 23 | 29 | 10 | 3 | 16 | 26 | 41 | -15 |
|                        | 11.  | Vienybė Ukmergė          | 22 | 29 | 9  | 4 | 16 | 34 | 37 | -3  |
|                        | 12.  | Poringė Alytus           | 21 | 29 | 7  | 7 | 15 | 27 | 77 | -50 |
|                        | 13.  | Neris Vilnius            | 20 | 29 | 6  | 8 | 15 | 30 | 44 | -14 |
|                        | 14.  | Sūduva                   | 16 | 29 | 6  | 4 | 19 | 26 | 43 | -17 |
|                        | 15.  | Squadre giovanile        | 15 | 15 | 6  | 3 | 6  | 16 | 17 | -1  |
|                        | 16.  | Statyba Jonava           | 11 | 29 | 3  | 5 | 21 | 22 | 54 | -32 |

A fine stagione Statybininkas Šiauliai, Neris Vilnius, Sūduva, Atmosfera Mažeikiai, Ekranas e Banga Kaunas parteciparono alla Baltic League 1990.